# Львова-Синецкая, Мария Дмитриевна
Мария Дмитриевна Львова-Синецкая (1795—1875) — русская драматическая актриса.

## Биография
Мария Дмитриевна Львова-Синецкая родилась в 1795 году.
Вначале Мария Дмитриевна работала в театрах провинции (Рязань, Кострома). В 1812 году её увидел на рязанской сцене будущий директор императорских театров Ф. Ф. Кокошкин. В 1813 году она ещё играла в Костроме в труппе А. К. Глебова, но Кокошкин позднее помог ей перебраться в Москву и подготовить роль для дебюта (Прелестина в «Мизантропе» Мольера в переделке Кокошкина на сцене Пашковского театра (Пашковский дом на Моховой тогда сдавался в аренду дирекции Императорских театров и там шли спектакли), как сообщают источники, в бенефис П. С. Мочалова, 1815). Скорее всего, здесь ошибка. Имеется в виду отец П. С. Мочалова — артист Степан Мочалов, поскольку Павел Мочалов, как гласят те же источники, лишь 4 сентября 1817 года сыграл свою первую роль Полиника (пьеса А. Шаховского «Эдип в Афинах») и в те годы ещё, конечно, не мог помышлять о собственных бенефисах.
Репетиции Львовой-Синецкой с Кокошкиным обычно проводились в доме Кокошкина по адресу Никитский бульвар, д. 6. Они вместе уехали в Санкт-Петербург, где она была постоянной участницей домашних спектаклей в салонах петербургской аристократии. Всё это не могло не породить разных слухов, по всей видимости, имевших под собой реальные основания. В одном из таких домашних спектаклей в Петербурге у Олениных (в пьесе Н. И. Хмельницкого «Воздушные замки») участвовала вместе с Пушкиным (до апр. 1820), о чём свидетельствуют Биржевые Ведомости, утр. вып., 1911, 2 нояб., 12613.
Позже её гостиную в том же доме Кокошкина на Никитском бульваре посещали многие московские литераторы, в том числе И. А. Крылов, Н. И. Гнедич, А. С. Грибоедов, П.Вяземский, С. Т. Аксаков, М. П. Погодин, И. А. Гончаров и другие).
В 1823 году Мария Дмитриевна была зачислена в штат Императорской труппы на первые роли в драме и комедии; дебют состоялся 23 октября в комедии А. И. Писарева «Лукавин», переделке шеридановской «Школы злословия» (роль Досажаевой).
14 октября 1824 года в Москве открылся Малый театр, и московская драматическая труппа заняла его сцену.
Почти одновременно с ней в Малый театр был принят Михаил Семёнович Щепкин, который стал её частым партнёром по сцене.
В это время в искусстве «царствовал» стиль классицизма. И актриса, как и весь театр, работала в его рамках. На исполнительскую манеру Львовой-Синецкой большое влияние оказали её наставники: сначала Кокошкин, а позднее князь А. А. Шаховской, возглавлявший репертуарную комиссию в московском филиале дирекции императорских театров.
Актриса безупречно владела словом, выступала на концертах с декламацией в сопровождении оркестра. Летописец русского театра П. Н. Арапов свидетельствовал: «…выражение сильных страстей рельефно оттенялось в голосе, в натуральных движениях, в прекрасной мимике Синецкой».
Для бенефиса Львовой-Синецкой Грибоедов в соавторстве с Вяземским в 1824 году написал водевиль «Кто брат, кто сестра, или Обман за обманом», в котором бенефициантка исполнила обе роли — и сестры, и брата. Бенефис прошёл 23 января 1825 года в помещении Большого театра. В то время Большой и Малый московские театры составляли единую структуру императорских театров. Это был первый бенефис актрисы. Впоследствии их было немало.
Большая биографическая энциклопедия информировала о уже другом её бенефисе, из последующих: «В день её бенефиса Пушкин, из внимания к ней, разрешил поставить на сцене „Цыган“». По утверждению Ежегодника императорских театров, дело происходило так: "По словам одного из «старожилов театра» Л.-С. «просила Пушкина позволения сыграть <21 янв. 1832> на сцене отрывок из его поэмы „Цыгане“, на что поэт не замедлил дать своё согласие». Сайт Малого театра называет чуть-чуть другую дату этого представления: 29 января 1832 года, Большой театр, одновременно с показом драмы Э. Скриба «Вина» (Une faute), комедии Э. Скриба и Мельвиля (А.-О.-Ж. Дюверье) «Другой год брака, или Кто из них виноват?» (La seconde annee, ou A qui la`faute?), а в исполнении Пушкинской поэмы «Цыганы», которой завершался вечер бенефиса, участвовал прибывший из Петербурга гастролер В. А. Каратыгин.
В молодости актриса играла в лёгких комедиях и водевилях, в зрелые годы перешла к драматическим и трагическим ролям.
Значительное влияние на актрису оказали романтический стиль игры её многолетнего партнёра П.Мочалова и «толкующий комизм» правдиво-реалистичного исполнения Щепкина. Как и Мочалов, Львова-Синецкая пренебрегала хара́ктерностью, а её исполнение (как и игра знаменитого трагика) строилось на контрастах, на переходах от кажущегося спокойствия к бурному выражению страстей.
В 1860 году Львова-Синецкая покинула сцену.
Умерла Львова-Синецкая в Москве 3 (15 но новому стилю) декабря (по другим источникам — 5 декабря) 1875 года, прожив 80 лет. Похоронена на Ваганьковском кладбище; могила утрачена.

## Роли в театре
- 1825 — «Кто брат, кто сестра, или Обман за обманом» опера-водевиль, текст Грибоедова и Вяземского, музыка А. Н. Верстовского[8]
- 1825 — «Мария Стуарт» П.-А.Лебрена. Перевод с французского в стихах Н. Ф. Павлова — Мария Стюарт[7]
- 1825 — «Школа женщин» Мольера. Авторизованный перевод Н. И. Хмельницкого — Агнесса
- 1825 — «Финн» А. А. Шаховского, по поэме А. С. Пушкина «Руслан и Людмила» — Наина
- 1828 — «Тридцать лет, или Жизнь игрока» В.Дюканжа и М.Дино — Амалия
- 1828 — «Пустодомы» А. А. Шаховского — княгиня Радугина
- 1829 — «Эдип в Афинах» В. А. Озерова — Антигона
- 1829 — «Коварство и любовь» Шиллера — леди Мильфорд
- 1830 — «Дон Карлос, инфант испанский» Шиллера — Елизавета Валуа
- 1830 — «Двумужница, или Зачем пойдешь, то и найдешь» А. А. Шаховского
- 1831 — «Горе от ума» А. С. Грибоедова — Софья
- 1831 — «Прародительница» Ф.Грильпарцера — Берта
- 1832 — «Ненависть к людям и раскаяние» А.Коцебу Эйлалия
- 1834 — «Рука всевышнего отечество спасла» Н. В. Кукольника — Марина Мнишек
- 1836 — «Ревизор» Н. В. Гоголя — Анна Андреевна (первая исполнительница),
- 1836 — «Тартюф, или Обманщик» Мольера — Эльмира
- 1837 — «Гамлет» Шекспира в переводе Н. А. Полевого — Гертруда
- 1838 — «Виндзорские кумушки» Шекспира — миссис Пэдж
- 1841 — «Ромео и Юлия» Шекспира — синьора Капулетти
- 1846 — «Хризомания, или Страсть к деньгам» А.Шаховского по «Пиковой даме» А. Пушкина — графиня Томская (роль признана современниками одним из самых блестящих сценических творений актрисы)[4]
- 1851 — «Жорж Данден, или Одураченный муж» (в бенефис М. С. Щепкина) — г-жа де Сотанвиль
- 1853 — «Старая аристократка» Юзефа Коженевского — графиня Радомирская
- 1854 — «Бедность не порок» А. Н. Островского — Пелагея Егоровна (первая исполнительница)
- 1854 — «Не так живи, как хочется» А. Н. Островского — Степанида (первая исполнительница)
- 1857 — «Праздничный сон до обеда» А. Н. Островского — Бальзаминова (первая исполнительница)
- 1858 — «Горе от ума» А. С. Грибоедова — княгиня Тугоуховская